# Cherpulassery
Cherpulassery är ett samhälle i Indien.   Det ligger i distriktet Palakkad district och delstaten Kerala, i den södra delen av landet, 2 000 km söder om huvudstaden New Delhi. Cherpulassery ligger 66 meter över havet och antalet invånare är 30 000.
Terrängen runt Cherpulassery är huvudsakligen platt, men åt sydost är den kuperad. Runt Cherpulassery är det mycket tätbefolkat, med 1 018 invånare per kvadratkilometer. Närmaste större samhälle är Ottappālam, 13,9 km sydost om Cherpulassery. I omgivningarna runt Cherpulassery växer huvudsakligen savannskog.